# 國立臺灣大學行政大樓
國立臺灣大學行政大樓，為國立臺灣大學之行政中樞，係辦理校內各項事務的主要部門之所在，曾為臺北帝國大學與台灣總督府台北高等農林學校校舍。其分為第一行政大樓與第二行政大樓，除總務處位於第二行政大樓外，其餘部門皆位於第一行政大樓。

## 建築簡史

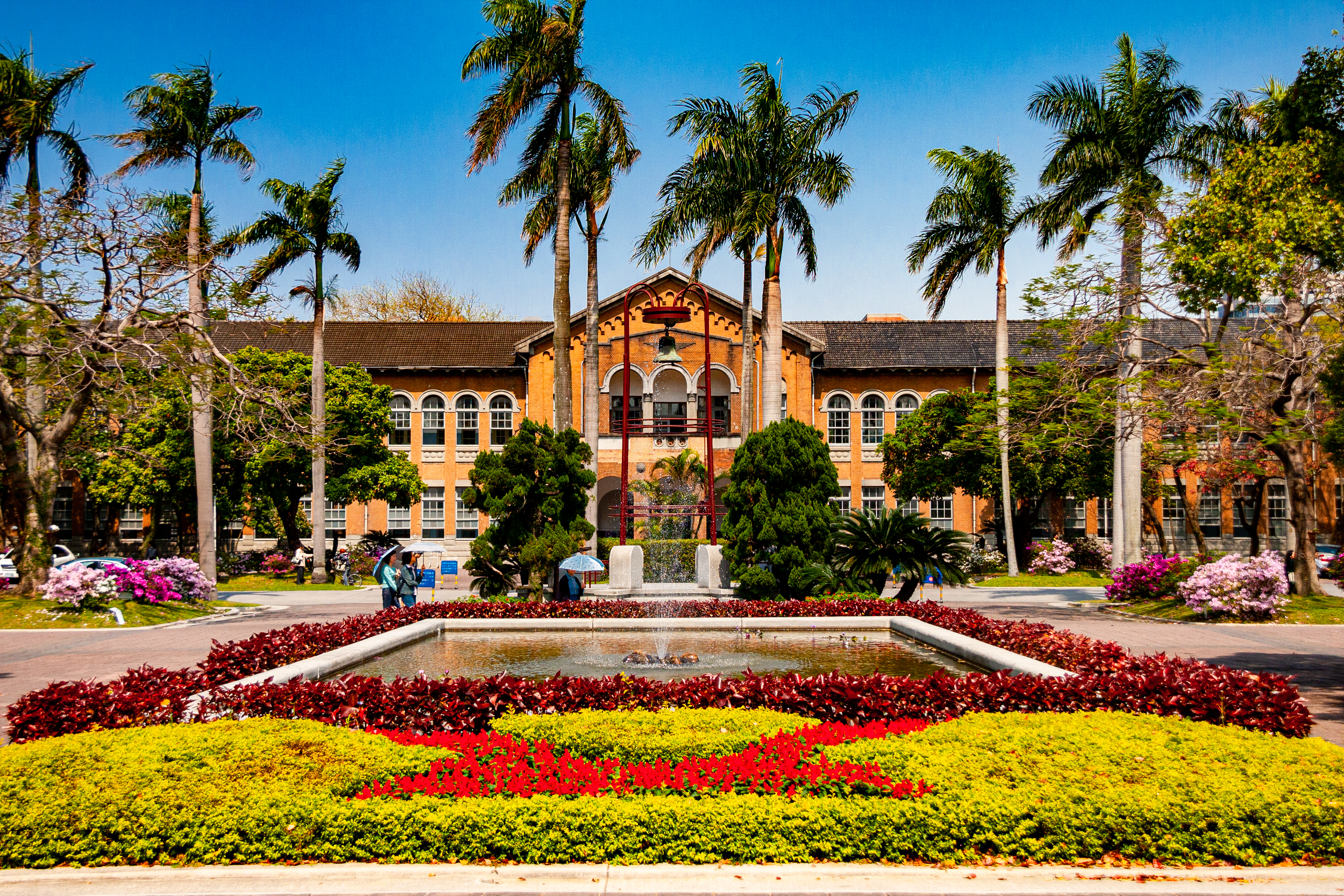
行政大樓前的噴水池與傅鐘，後方建築為文學院

行政大樓原為台灣總督府台北高等農林學校（今國立中興大學）校舍，興建於1926年（日治大正15年）3月31日。1928年3月31日臺北帝國大學成立，該校舍成為台北帝大理農學部、農林專門部辦公室以及本館。1945年改名為國立臺灣大學後，該建築因保存完善持續使用並更名為行政大樓，後方的理農學部生徒控所則做為第一會議室。
1998年行政大樓與鄰近的文學院與舊總圖書館被一同被列為台北市直轄市定古蹟。

## 建築特色

### 外觀特色

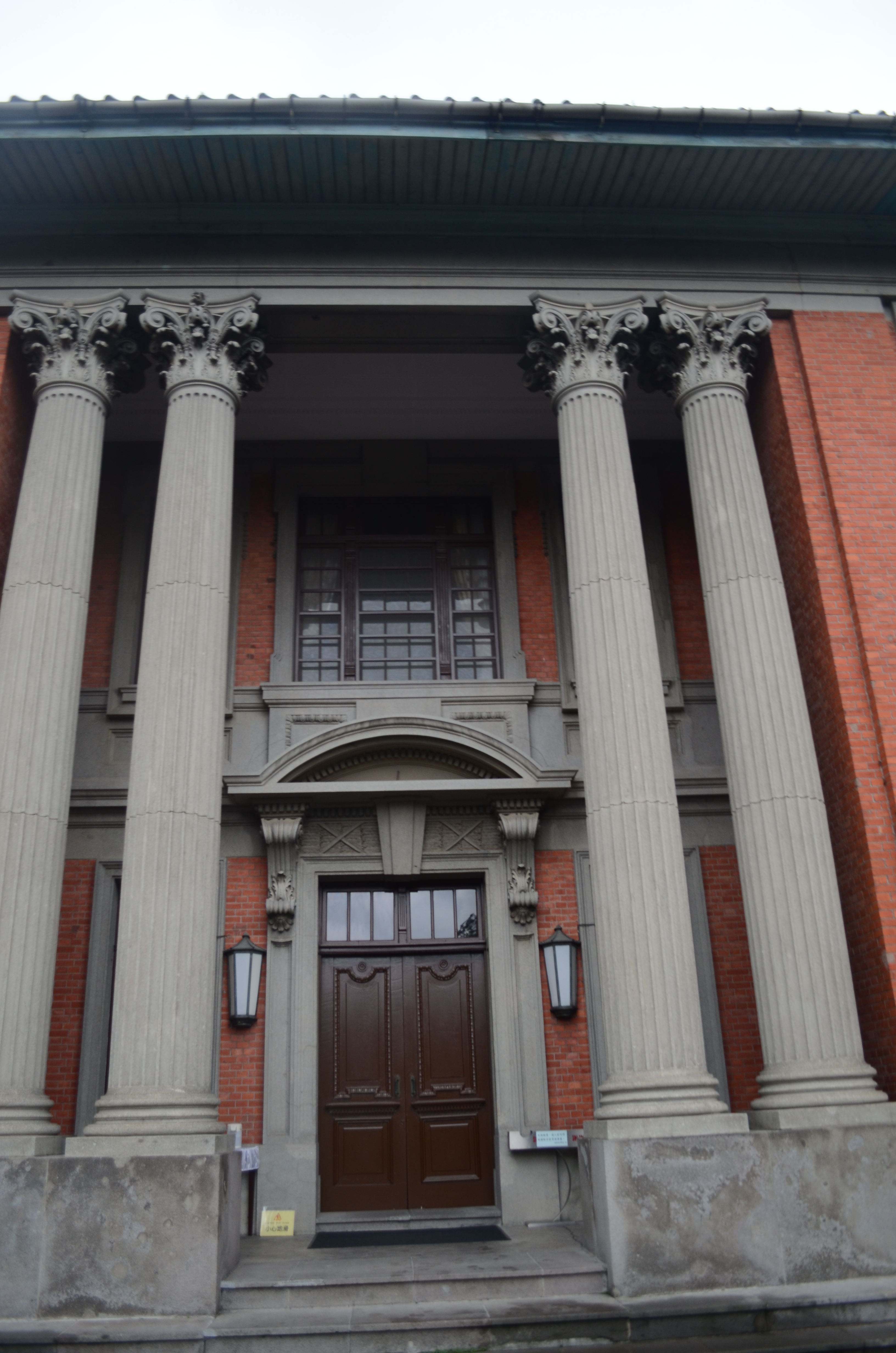
行政大樓入口

日本建築史學家藤森照信將臺北帝大的建築分類為日本近代建築的新感覺派自由樣式風格，在台灣通稱往現代主義過渡的折衷主義建築風格，特色是量體與壁面使用接近現代的設計，而潤飾則依然為歷史主義的概念。
行政大樓為農林學校的主要建築，屬後期文藝復興，或稱新古典樣式的風格，正門為兩組兩兩成對兩層樓高的科林斯石柱利於入口兩側，柱頭以毛莨葉的蜷曲樣式覆蓋。屋頂因為要配合台灣多雨的天氣而用黑瓦設計成日治時代常用的傳統外突的出簷形式，牆面以清水紅磚砌成，並以洗石子鋪面裝飾。與同為高等學校的臺北高等商業學校校舍相似。且牆體有凹槽，入口上方有弧形山頭，為西方古典建築風格常用設計